# Кинетическая энергия
Кинети́ческая эне́ргия — скалярная физическая величина, являющаяся мерой движения материальных точек, образующих рассматриваемую механическую систему, и зависящая только от масс и модулей скоростей этих точек. Работа всех сил, действующих на материальную точку при её перемещении, идёт на приращение кинетической энергии. Для движения со скоростями значительно меньше скорости света кинетическая энергия записывается как
{\displaystyle E_{\mathrm {kin} }=\sum {{m_{i}v_{i}^{2}} \over 2},}
где индекс {\displaystyle \ i} нумерует материальные точки. Часто выделяют кинетическую энергию поступательного и вращательного движения. Более строго, кинетическая энергия есть разность между полной энергией системы и её энергией покоя; таким образом, кинетическая энергия — часть полной энергии, обусловленная движением. Когда тело не движется, его кинетическая энергия равна нулю. Возможные обозначения кинетической энергии: {\displaystyle T}, {\displaystyle E_{\mathrm {kin} }}, {\displaystyle K} и другие. В системе СИ она измеряется в джоулях (Дж), в СГС — в эргах.
Упрощённо, кинетическая энергия — это работа, которую необходимо совершить, чтобы тело массой {\displaystyle m} разогнать из состояния покоя до скорости {\displaystyle v}. Либо, наоборот, это работа, которую может совершить, останавливаясь, тело массой {\displaystyle m}, обладающее начальной скоростью {\displaystyle v}.

## История и этимология понятия
Прилагательное «кинетический» происходит от греческого слова κίνησις (kinesis, «движение»). Дихотомия между кинетической энергией и потенциальной энергией восходит к аристотелевским концепциям потенциальности и актуальности .
Лейбниц в своих трактатах 1686 и 1695 годов ввёл понятие «живой силы» (лат. vis viva), которую он определил как произведение массы объекта и квадрата его скорости (в современной терминологии — кинетическая энергия, только удвоенная).
Вильгельм Гравезанд из Нидерландов предоставил экспериментальные доказательства важности величины mv2. Сбрасывая грузы с разной высоты на глиняный блок, он определил, что глубина их проникновения пропорциональна квадрату скорости удара. Эмили дю Шатле осознала значение данного эксперимента и опубликовала объяснение в книге «Учебник физики» (фр. Institutions de Physique, 1740).
Иоганн Бернулли использовал понятие "живой силы" для расчётов (в частности, движения идеальной жидкости). В 1741 году у него впервые появилось выражение mv2/2.
Томас Юнг в лекциях, опубликованных в 1807 году, предложил вместо термина «живая сила» использовать слово «энергия», хотя первое время после Юнга многие учёные продолжали пользоваться термином "живая сила".
В 1829 году Гаспар-Гюстав Кориолис опубликовал статью Du Calcul de l’Effet des Machines, в которой излагалась математика того, что по сути является связью между работой и кинетической энергией. Исходя из той связи, что существует между механической работой и величиной {\displaystyle {\frac {1}{2}}mv^{2}}, Кориолис предложил называть живой силой именно эту величину. Комментируя такой подход, Кориолис писал: «Если ранее наименование живая сила давалось произведению массы на квадрат скорости, то это было потому, что не уделялось внимания работе».
Создание и введение в оборот самого термина «кинетическая энергия» приписывают Уильяму Томсону (лорду Кельвину) c 1849—1851 гг.. Ренкин, который ввёл термин «потенциальная энергия» в 1853 году, позже цитировал У. Томсона и П. Тэйта с заменой слова «кинетическая» на «фактическая».

## Кинетическая энергия в классической механике

### Случай одной материальной точки
По определению, кинетической энергией материальной точки массой {\displaystyle m} называется величина
{\displaystyle T={{mv^{2}} \over 2}},
при этом предполагается, что скорость точки {\displaystyle v} всегда значительно меньше скорости света. С использованием понятия импульса ({\displaystyle {\vec {p}}=m{\vec {v}}}) данное выражение примет вид {\displaystyle \ T=p^{2}/2m}.
Если {\displaystyle {\vec {F}}} — равнодействующая всех сил, приложенных к точке, выражение второго закона Ньютона запишется как {\displaystyle {\vec {F}}=m{\vec {a}}}. Скалярно умножив его на перемещение материальной точки {\displaystyle {\rm {d}}{\vec {s}}={\vec {v}}{\rm {d}}t} и учитывая, что {\displaystyle {\vec {a}}={\rm {d}}{\vec {v}}/{\rm {d}}t}, причём {\displaystyle {\rm {d}}(v^{2})/{\rm {d}}t={\rm {d}}({\vec {v}}\cdot {\vec {v}})/{\rm {d}}t=2{\vec {v}}\cdot {\rm {d}}{\vec {v}}/{\rm {d}}t}, получим {\displaystyle \ {\vec {F}}{\rm {d}}{\vec {s}}={\rm {d}}(mv^{2}/2)={\rm {d}}T}.
Если система замкнута (внешние силы отсутствуют) или равнодействующая всех сил равна нулю, то стоящая под дифференциалом величина {\displaystyle \ T} остаётся постоянной, то есть кинетическая энергия является интегралом движения.

### Случай абсолютно твёрдого тела
При рассмотрении движения абсолютно твёрдого тела его можно представить как совокупность материальных точек. Однако, обычно кинетическую энергию в таком случае записывают, используя формулу Кёнига, в виде суммы кинетических энергий поступательного движения объекта как целого и вращательного движения:
{\displaystyle T={\frac {Mv^{2}}{2}}+{\frac {I\omega ^{2}}{2}}.}
Здесь {\displaystyle \ M} — масса тела, {\displaystyle \ v} — скорость центра масс, {\displaystyle {\vec {\omega }}} и {\displaystyle I} — угловая скорость тела и его момент инерции относительно мгновенной оси, проходящей через центр масс.

## Кинетическая энергия в гидродинамике
В гидродинамике вместо массы материальной точки рассматривают массу единицы объёма, то есть плотность жидкости или газа {\displaystyle \rho ={\rm {d}}M/{\rm {d}}V}. Тогда кинетическая энергия, приходящаяся на единицу объёма, двигающегося со скоростью {\displaystyle {\vec {v}}}, то есть плотность кинетической энергии {\displaystyle w_{T}={\rm {d}}T/{\rm {d}}V} (Дж/м3), запишется:
{\displaystyle w_{T}=\rho {\frac {v_{\alpha }v_{\alpha }}{2}},}
где по повторяющемуся индексу {\displaystyle {\alpha }=x,y,z}, означающему соответствующую проекцию скорости, предполагается суммирование.
Поскольку в турбулентном потоке жидкости или газа характеристики состояния вещества (в том числе, плотность и скорость) подвержены хаотическим пульсациям, физический интерес представляют осреднённые величины. Влияние гидродинамических флуктуаций на динамику потока учитывается методами статистической гидромеханики, в которой уравнения движения, описывающие поведение средних характеристик потока, в соответствии с методом О. Рейнольдса, получаются путём осреднения уравнений Навье-Стокса. Если, в согласии с методом Рейнольдса, представить {\displaystyle \ \rho ={\overline {\rho }}+\rho '}, {\displaystyle v_{\alpha }={\overline {v_{\alpha }}}+v'_{\alpha }}, где черта сверху — знак осреднения, а штрих — отклонения от среднего, то плотность кинетической энергии приобретёт вид:
{\displaystyle {\overline {w_{T}}}={\frac {1}{2}}{\overline {\rho v_{\alpha }v_{\alpha }}}=E_{s}+E_{st}+E_{t},}
где {\displaystyle E_{s}={\overline {\rho }}\,{\overline {v_{\alpha }}}\,{\overline {v_{\alpha }}}/2} — плотность кинетической энергии, связанной с упорядоченным движением жидкости или газа, {\displaystyle E_{t}={\overline {\rho }}\,{\overline {v'_{\alpha }\,v'_{\alpha }}}/2+{\overline {\rho 'v'_{\alpha }v'_{\alpha }}}/2} — плотность кинетической энергии, связанной с неупорядоченным движением («плотность кинетической энергии турбулентности», часто называемой просто «энергией турбулентности»), а {\displaystyle E_{st}=S_{\alpha }{\overline {v_{\alpha }}}} — плотность кинетической энергии, связанная с турбулентным потоком вещества ({\displaystyle S_{\alpha }={\overline {\rho 'v'_{\alpha }}}} — плотность флуктуационного потока массы, или «плотность турбулентного импульса»). Эти формы кинетической энергии жидкости обладают разными трансформационными свойствами при преобразовании Галилея: кинетическая энергия упорядоченного движения {\displaystyle E_{s}} зависит от выбора системы координат, в то время как кинетическая энергия турбулентности {\displaystyle E_{t}} от него не зависит. В этом смысле кинетическая энергия турбулентности дополняет понятие внутренней энергии.
Подразделение кинетической энергии на упорядоченную и неупорядоченную (флуктуационную) части зависит от выбора масштаба осреднения по объёму или по времени. Так, например, крупные атмосферные вихри циклоны и антициклоны, порождающие определённую погоду в месте наблюдения, рассматриваются в метеорологии как упорядоченное движение атмосферы, в то время как с точки зрения общей циркуляции атмосферы и теории климата это — просто большие вихри, относимые к неупорядоченному движению атмосферы.

## Кинетическая энергия вквантовой механике
В квантовой механике кинетическая энергия представляет собой оператор, записывающийся, по аналогии с классической записью, через импульс, который в этом случае также является оператором ({\displaystyle {\hat {p}}=-j\hbar \nabla }, {\displaystyle \ j} — мнимая единица):
{\displaystyle {\hat {T}}={\frac {{\hat {p}}^{2}}{2m}}=-{\frac {\hbar ^{2}}{2m}}\Delta }
где {\displaystyle \hbar } — редуцированная постоянная Планка, {\displaystyle \nabla } — оператор набла, {\displaystyle \Delta } — оператор Лапласа. Кинетическая энергия в таком виде входит в важнейшее уравнение квантовой механики — уравнение Шрёдингера.

## Кинетическая энергия врелятивистской механике

Зависимости кинетической энергии от скорости в классическом и релятивистском случаях для массы в 1 кг

Если в задаче допускается движение со скоростями, близкими к скорости света, кинетическая энергия материальной точки определяется как:
{\displaystyle T={\frac {mc^{2}}{\sqrt {1-v^{2}/c^{2}}}}-mc^{2},}
где {\displaystyle \ m} — масса материальной точки,
{\displaystyle \ v} — скорость движения в выбранной инерциальной системе отсчёта,
{\displaystyle \ c} — скорость света в вакууме ({\displaystyle mc^{2}} — энергия покоя).
Кинетическая энергия в этой формуле может быть разложена в ряд Маклорена по степеням {\displaystyle v/c}:
{\displaystyle T=mc^{2}\left({\frac {1}{2}}(v/c)^{2}+{\frac {3}{8}}(v/c)^{4}+\cdots \right).}
При скоростях много меньших скорости света ({\displaystyle v\ll c}) пренебрегаем членами разложения с высшими степенями и выражение для {\displaystyle \ T} переходит в классическую формулу {\displaystyle \ T\approx 1/2\cdot mv^{2}}.
Как и в классическом случае, имеет место соотношение {\displaystyle \ {\vec {F}}{\rm {d}}{\vec {s}}={\rm {d}}T}, получаемое посредством умножения на {\displaystyle {\rm {d}}{\vec {s}}={\vec {v}}{\rm {d}}t} выражения второго закона Ньютона (в виде {\displaystyle \ {\vec {F}}=m\cdot {\rm {d}}({\vec {v}}/{\sqrt {1-v^{2}/c^{2}}})/{\rm {d}}t}).
Релятивистское соотношение между кинетической энергией и импульсом p записывается в виде
{\displaystyle T={\sqrt {p^{2}c^{2}+m^{2}c^{4}}}-mc^{2}=mc^{2}\left({\sqrt {{\frac {p^{2}}{m^{2}c^{2}}}+1}}-1\right).}
Разложив это выражение по степеням {\displaystyle p^{2}/(m^{2}c^{2}),} получаем
{\displaystyle T=mc^{2}\left({\frac {p^{2}}{2m^{2}c^{2}}}-{\frac {p^{4}}{8m^{4}c^{4}}}+{\frac {3p^{6}}{48m^{6}c^{6}}}-\cdots \right)={\frac {p^{2}}{2m}}-{\frac {p^{4}}{8m^{3}c^{2}}}+{\frac {3p^{6}}{48m^{5}c^{4}}}-\cdots ,}
первый член которого равен нерелятивистскому выражению кинетической энергии через импульс, а последующие члены — релятивистские поправки к этому выражению, которые малы при {\displaystyle p\ll mc.}

## Свойства кинетической энергии
- Аддитивность. Это свойство означает, что кинетическая энергия механической системы, состоящей из материальных точек, равна сумме кинетических энергий всех материальных точек, входящих в систему[1].
- Инвариантность по отношению к повороту системы отсчёта. Кинетическая энергия не зависит от положения точки и направления её скорости, а зависит лишь от модуля скорости или от квадрата её скорости[1].
- Неинвариантность по отношению к смене системы отсчёта в общем случае. Это ясно из определения, так как скорость претерпевает изменение при переходе от одной системы отсчёта к другой.
- Сохранение. Кинетическая энергия не изменяется при взаимодействиях, изменяющих лишь механические характеристики системы. Это свойство инвариантно по отношению к преобразованиям Галилея[1]. Свойства сохранения кинетической энергии и второго закона Ньютона достаточно, чтобы вывести математическую формулу кинетической энергии[20][21].

## Физический смысл кинетической энергии
Работа всех сил, действующих на материальную точку при её перемещении, идёт на приращение кинетической энергии:
{\displaystyle \ A_{12}=T_{2}-T_{1}.}
Это равенство актуально как для классической, так и для релятивистской механики (получается интегрированием выражения {\displaystyle \ {\vec {F}}{\rm {d}}{\vec {s}}={\rm {d}}T} между состояниями 1 и 2).

## Соотношение кинетической и внутренней энергии
Кинетическая энергия зависит от того, с каких позиций рассматривается система. Если рассматривать макроскопический объект (например, твёрдое тело видимых размеров) как единое целое, можно говорить о такой форме энергии, как внутренняя энергия. Кинетическая энергия в этом случае появляется лишь тогда, когда тело движется как целое.
То же тело, рассматриваемое с микроскопической точки зрения, состоит из атомов и молекул, и внутренняя энергия обусловлена движением атомов и молекул и рассматривается как следствие теплового движения этих частиц, а абсолютная температура тела прямо пропорциональна средней кинетической энергии такого движения атомов и молекул. Коэффициент пропорциональности — постоянная Больцмана.